# 贝尼帕雷利
贝尼帕雷利，是西班牙巴伦西亚自治区巴伦西亚省的一个市镇。总面积4平方公里，总人口1680人（2001年），人口密度420人/平方公里。